# Spreekanal (Fernsehsender)

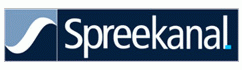
Logo des Spreekanals

Der Spreekanal ist ein seit 1985 sendender privatrechtlicher Fernsehsender in Berlin. Er ist über das Berliner Kabelnetz (Sonderkanal 10) sowie DVB-T empfangbar und verfügt über eine technische Reichweite von 1,3 Millionen Haushalten.
Der Mischkanal ist ein Ausnahmefall. 30 verschiedene Anbieter senden hier, teils über eine vereinfachte Lizenz, teils mit eigener. Der zeitweise größte und mit bekannteste war der deutsch-türkische Sender AYPA-TV. Im Programm sind regionale Beiträge aus Berlin, Nachrichtenmagazinen und Sportsendungen. Es werden auch Sendungen für die in Berlin lebenden Ausländer ausgestrahlt.